# Гравжишковский сельсовет
Гравжишковский сельсовет — административная единица на территории Ошмянского района Гродненской области Белоруссии.

## Состав
Гравжишковский сельсовет включает 19 населённых пунктов:
- Блотковщина — деревня.
- Большие Войшнаришки — деревня.
- Борти — деревня.
- Витюли — деревня.
- Воскресенка — деревня.
- Гравжишки — деревня.
- Доржи — деревня.
- Загуровщина — хутор.
- Клевица — деревня.
- Лойти — деревня.
- Луды — деревня.
- Малые Войшнаришки — деревня.
- Павилойти — деревня.
- Подгаи — деревня.
- Рашкутяны — деревня.
- Равгелишки — деревня.
- Руди — деревня.
- Франусино — хутор.
- Щепановичи — деревня.

22 ноября 2012 года Ошмянский районный Совет депутатов решил упразднить хутора Гута и Хованщина.